# Abbas II Hilmi
Abbas II Hilmi (Abbas Hilmi Pachá, en árabe: عباس حلمي باشا, Alejandría, Jedivato de Egipto, 14 de julio de 1874-Ginebra, Suiza, 19 de diciembre de 1944) fue el último jedive de Egipto, donde reinó entre 1892 y 1914.

## Biografía
Fue bisnieto de Mehmet Alí. Contrajo primero matrimonio con Ikbal Hanem, esclava al servicio de su madre, y tuvo varios hijos. Su heredero, Muhammad Abdul Mun'im, nació el 20 de febrero de 1899. Posteriormente, se divorció de ella y contrajo matrimonio con la condesa Marianna Török de Szendrő.
Estudió en Lausanne (Suiza) y Viena (Imperio austrohúngaro). Estaba en la Universidad de Viena cuando murió su padre, apenas unos meses después de alcanzar la mayoría de edad según las leyes turcas, siendo nombrado jedive.
Además de su lengua materna, el turco, hablaba con fluidez el árabe y tenía un nivel alto de inglés, francés y alemán.

## Protectorado inglés

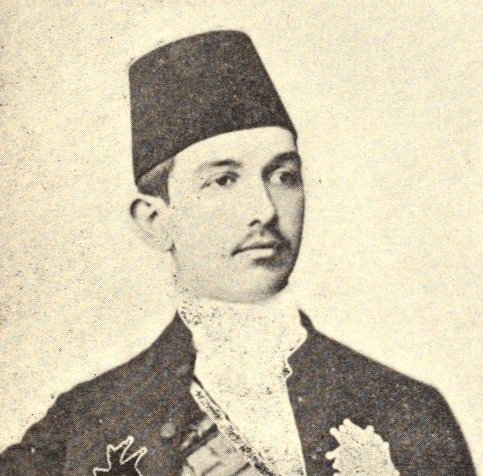
Abbas II Hilmi, h. 1898

Se negó a colaborar con el Reino Unido, cuyo ejército había ocupado Egipto en 1882, resintiéndose de las injerencias del general sir Evelyn Baring (Lord Cromer), y rodeándose de una corte de consejeros europeos que animaron al joven jedive a oponerse a la ocupación británica. Tras varios encontronazos con el ejército de ocupación, en 1900 fue obligado a cooperar con las medidas progresistas instituidas por los británicos residentes en El Cairo y dejó de oponerse en público; pero creó y financió el movimiento nacionalista que dirigió Mustafá Kamil y el periódico independentista Al-Mu`ayyad. Mientras Kamil ganaba el apoyo popular para un partido nacional, el jedive se distanciaba en público de él. 
En 1906 los nacionalistas moderados dirigidos Ummah, que gobernaban con el apoyo de los británicos, exigieron un gobierno constitucional; para evitarlo, Abbas se reconcilió con los británicos. En 1907 aprobaba la formación del Partido Nacional, dirigido por Mustafa Kamil, para oponerse al partido de Ummah. 
En 1912 Kitchener sustituye a Cromer como cónsul general y encarcela a los líderes del Partido Nacional, eliminando al mismo tiempo atribuciones al jedive y la autoridad de Abbas fue perdiendo atribuciones. Abbas II apoyó a los turcos otomanos al estallar la I Guerra Mundial, llamando al alzamiento contra los ingleses a egipcios y sudaneses, por lo que fue depuesto en 1914 por el Reino Unido, que estableció un protectorado sobre Egipto, poniendo en su lugar a su tío Hussein Kamel, que le sucedió como sultán el 19 de diciembre de 1914. 
Al conseguir Egipto la independencia en 1922, fue nombrado rey el sultán Fu'ad, y Abbas pasó el resto de su vida exiliado, muriendo en Ginebra el 19 de diciembre de 1944.

## Política interior
Estableció un sistema de justicia nativo, rebajó los impuestos, restauró los sistemas de irrigación abandonados por el Estado durante años, y dictó normas para mejorar la sanidad y la educación.[cita requerida] Sin embargo, demostró más interés por la agricultura y la ganadería que por los asuntos de Estado, manteniendo una granja en Qubbah que se convirtió en modelo de la agricultura científica en Egipto, creando después un establecimiento similar en Muntazah, cerca de Alejandría.
Entre sus logros, está la reconquista de Sudán en 1898, la conclusión de la línea férrea hasta Jartum en 1899 y la construcción de la primera presa de Asuán en 1902.